# Delirium (film 2002)
Delirium è un mediometraggio del 2002 diretto da Flavio Sciolè.

## Trama
Su una spiaggia dominata da una torre, si muovono due carnefici e una vittima.

## Produzione
La pellicola è stata girata in Abruzzo, nel comune di Pineto, presso la Torre di Cerrano. La location è stata anche set del film Nelle pieghe della carne (1970) di Sergio Bergonzelli. Questa sorta di omaggio da parte di Sciolè è stata documentata nel booklet allegato all'edizione americana in blu-ray disc del film di Bergonzelli, apparsa nel 2022.

## Distribuzione
È stato proiettato presso il Cineclub Detour di Roma nel 2003.
Fu riproposto, successivamente, al 1° Festival Delle Letterature, Museo D'Arte Moderna Vittoria Colonna di Pescara, nel 2003.
La versione DVD è stata prodotta dalla Kutmusic nel 2025.